# Eulepidotis mesomphala
Eulepidotis mesomphala är en fjärilsart som beskrevs av George Francis Hampson 1926. Eulepidotis mesomphala ingår i släktet Eulepidotis och familjen nattflyn. Inga underarter finns listade i Catalogue of Life.